# Голяк Ілля-Ігор Миколайович
Ілля-Ігор (Ігор) Миколайович Голяк (21 березня 1948, село Модричі, тепер Дрогобицького району Львівської області) — український діяч, голова Дрогобицької районної ради Львівської області.

## Життєпис
Народився в родині робітника. З 1955 до 1963 року навчався в Модрицькій восьмирічній школі Дрогобицького району. У 1963—1967 роках навчався в Дрогобицькому нафтовому технікумі, здобув спеціальність техніка-технолога обладнання нафтових і газових промислів.
У серпні 1967 — червні 1968 року — слюсар Бориславського ремонтно-механічного заводу.
З червня 1968 до травня 1970 року проходив строкову військову службу радіомеханіком у Радянській армії.
У липні 1970 — березні 1971 року — майстер водопровідно-каналізаційної мережі Трускавецького комбінату комунальних підприємств.
У 1970 році поступив на навчання до Івано-Франківського інституту нафти і газу.
У квітні 1971 — жовтні 1989 року — інженер-конструктор, начальник конструкторсько-технологічного бюро Дрогобицького експериментально-механічного заводу спецобладнання.
У 1976 році без відриву від виробництва закінчив із відзнакою Івано-Франківський інститут нафти і газу за спеціальністю «Технологія машинобудування, металорізальні верстати та інструменти».
У жовтні 1989 — лютому 1991 року — головний інженер Дрогобицького будівельно-монтажного управління тресту «Івано-Франківськгазкомунбуд».
У лютому 1991 — травні 1992 року — завідувач промислово-торгового відділу виконавчого комітету Дрогобицької міської ради народних депутатів.
У травні — липні 1992 року — заступник, у липні 1992 — липні 1994 року — перший заступник голови Дрогобицької районної державної адміністрації Львівської області.
У липні 1994 — жовтні 1995 року — заступник голови Дрогобицької районної ради із виконавчої роботи.
У жовтні 1995 — квітні 1998 року — перший заступник голови Дрогобицької районної державної адміністрації Львівської області.
23 квітня 1998 — квітень 2006 року — голова Дрогобицької районної ради Львівської області.
Потім — на пенсії в селі Модричі Дрогобицького району. Обирався депутатом Дрогобицької районної ради.
Одружений. Має дві доньки.